# فيغيرشيم
فيغيرشيم (بالفرنسية: Fegersheim)‏ هي بلدية تقع في إقليم الراين الأسفل من منطقة ألزاس في شمال شرق فرنسا. تبلغ مساحة هذه المدينة 6.25 (كم²)، يبلغ عدد سكانها 4173 نسمة حسب إحصاء المعهد الوطني للإحصاء والدراسات الاقتصادية سنة 2009 م. وترأس René Lacogne البلدية خلال فترة (2001 - 2008).

## أعلام
- آرثر ويبر
- غوستاف بلوخ

## وصلات خارجية
- صفحة البلدية على موقع المعهد الوطني للإحصاء والدراسات الاقتصادية (بالفرنسية)